# Yesterday's Child
Yesterday's Child est un téléfilm réalisé en 1977 par Corey Allen, Bob Rosenbaum  et Jerry Thorpe.

## Résumé
La fille de trois ans d'un couple est enlevée et on n'en trouve pas la moindre trace. 14 ans plus tard, une jeune femme se présente à la maison des parents en disant être cette fillette enlevée.

## Distribution
- Stephanie Zimbalist : Anne Talbot